# 다마구
다마구(일본어: 多摩区)는 일본 가나가와현 가와사키시의 구이다.

## 지리
가와사키시의 서쪽에 위치한다. 다카쓰구, 미야마에구, 아사오구와 접하고 도쿄도 세타가야구, 조후시, 고마에시, 이나기시와 접한다.

## 교통

### 철도
- 동일본 여객철도 난부선
- 게이오 전철 사가미하라선
- 오다큐 전철 오다와라선